# Виробництво кави в Нікарагуа

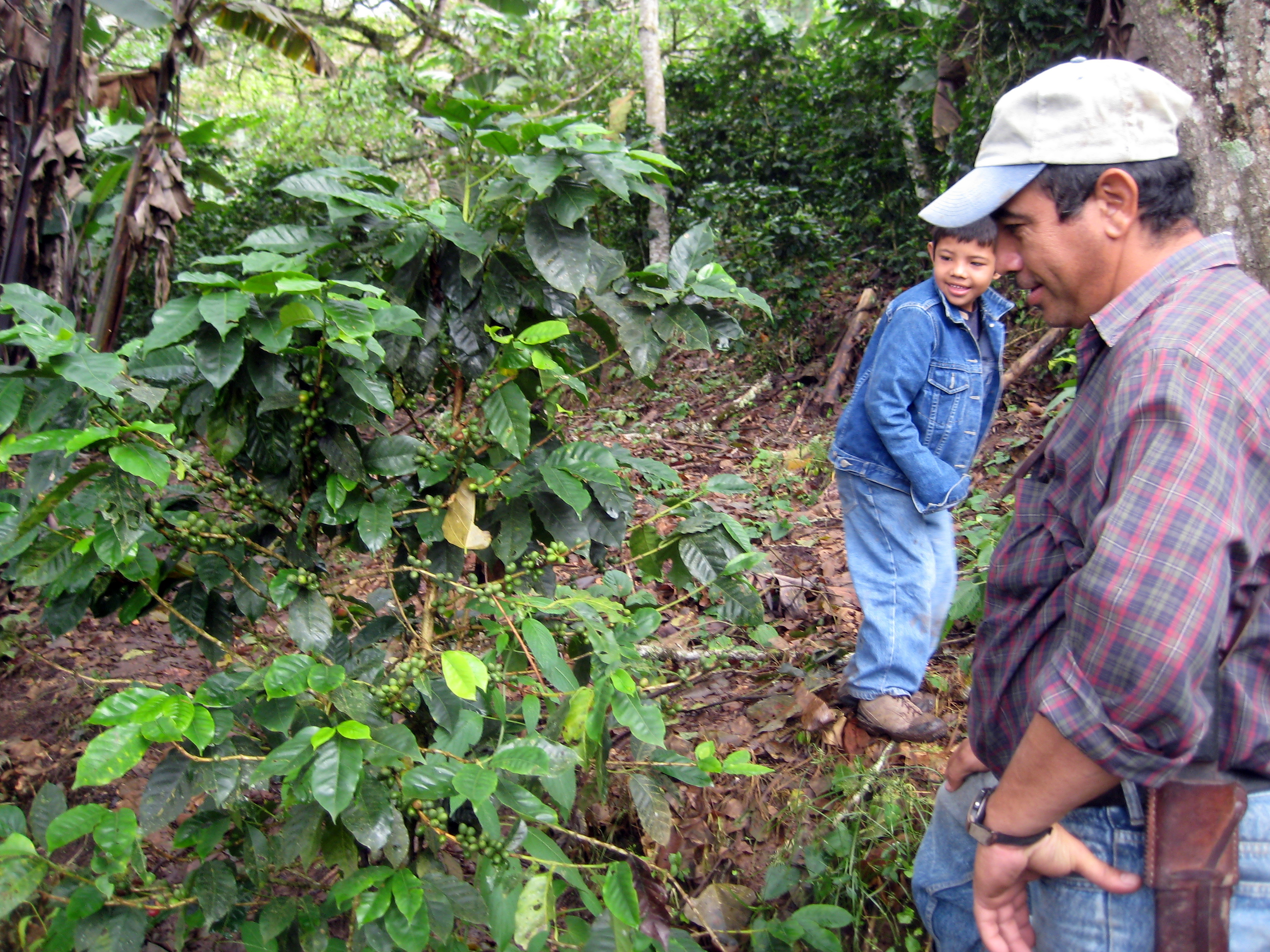
Кавова ферма у високогір'ї Кілалі.

Виробництво кави в Нікарагуа було важливою частиною її історії та економіки. Областями, найбільш придатними для вирощування кави, були департамент Манагуа, Діріамба, Сан-Маркос, Хінотепе, а також околиці департаменту Гранада, озеро Нікарагуа, департамент Чонталес і Нуева-Сеговія ; Історично найкраща кава виробляється в Матагальпі та Хінотезі. Більшість кави вирощували в департаменті Манагуа, але департамент Матагальпа виробляв найкращу якість зерен. Найзручніша висота для вирощування кави – 800 метрів над рівнем моря.

## Історія
Великомасштабне вирощування кави почалося в Нікарагуа в 1850-х роках, і до 1870 року кава була основною експортною культурою. Цю позицію вона займала протягом наступного століття. Однак кава є вимогливою, тому що кавовим деревам потрібно кілька років, щоб дати урожай, а весь виробничий процес вимагає більших витрат капіталу, праці та землі, ніж для багатьох інших культур. Кава також росте тільки на багатому вулканічному ґрунті, розташованому в гірській місцевості, що ускладнює транспортування врожаю на ринок.
Урожай 1891 року становив понад 5 000 000 кілограмів. Було використано 31 000 гектарів землі, що відповідає врожайності 1 235 кілограмів з гектара. Основним засобом транспортування кави на експорт були Національна залізниця з Гранади в Корінто, на Тихому океані, і пароплави від озера Нікарагуа і річки Сан-Хуан до Атлантичного океану. Уряд Нікарагуа заохочував створення кавових плантацій і постановив присуджувати премію в розмірі 5 центів за кожне дерево на плантаціях з більш ніж 5000 дерев. Більша частина нікарагуанської кави експортувалася в Європу, тому що фрахт в США був дорожчим, і тому що в Європі вона продавалася дорожче. Консул Сполучених Штатів заявив, що врожай кави в Нікарагуа склав у 1900 році 150 000 мішків проти 75 000 у попередньому році.
У 1992 році під каву було засіяно більше землі, ніж під будь-яку іншу культуру. Фактична кількість землі, відведеної під каву, дещо змінюється з року в рік, але в середньому 2100 км2у 1980-х роках. Виробництво зосереджено в північній частині центрального нагір'я на північ і схід від Естелі, а також у горбистому вулканічному регіоні навколо Хінотепе. Незважаючи на те, що виробництво кави дещо знизилося в кінці 1980-х років, урожай 1989 року все ще становив 42 000 тонн (46 000 коротких тонн). Погана транспортна система Нікарагуа та екологічні занепокоєння щодо кількості земель, відведених під вирощування сільськогосподарських культур на вулканічних схилах у Тихоокеанському регіоні, обмежують подальше розширення вирощування кави. Ці обмеження змусили виробників досліджувати можливість посадки інших культур у неосвоєних районах країни.
У 2019 році дослідники з CIRAD, використовуючи тестові ділянки в Нікарагуа, розробили нове гібридне кавове дерево F1 під назвою Starmaya, яке призначене для розмноження насінням у насіннєвих садах. Starmaya має стійкість до кавової іржі, дуже хороший потенціал чашкової якості на великих висотах і надзвичайно високий потенціал урожайності.